# Eupithecia bastelbergeri
Eupithecia bastelbergeri är en fjärilsart som beskrevs av Karl Dietze 1913. Eupithecia bastelbergeri ingår i släktet Eupithecia och familjen mätare. Inga underarter finns listade i Catalogue of Life.